# Guy Standing
Guy Standing   (9 de febrer de 1948) és un economista, assagista i professor especialitzat en Estudis de Desenvolupament Internacional a la SOAS Universitat de Londres. És membre de l'Acadèmia de Ciències Socials del Regne Unit (FAcSS) i cofundador de la Xarxa Renda Bàsica (Basic Income Earth Network, en anglès). És un dels més ferms defensors de la Renda Bàsica. Pare del concepte «precariat» avoca per una reconceptualització de l'explotació a què estan sotmeses les classes populars avui i per pensar de nou l'estructura de classes en el capitalisme contemporani.
Les investigacions de Standing versen sobre l'economia del treball, els drets laborals, les polítiques de foment de l'ocupació, la desocupació, la flexibilitat laboral i les polítiques públiques d'ajust estructural i de protecció social. Els seus darrers treballs han tractat especialment la classe social emergent del precariat i la precarització laboral, la necessitat d'una renda bàsica universal, la democràcia deliberativa així com el que considera l'actual capitalisme corrupte.
El gener de 2021, fou una de les 50 personalitats que signaren el manifest «Dialogue for Catalonia», promogut per Òmnium Cultural i publicat a The Washington Post i The Guardian, a favor de l'amnistia dels presos polítics catalans i del dret d'autodeterminació en el context del procés independentista català. Els signants lamentaren la judicialització del conflicte polític català i conclogueren que aquesta via, lluny de resoldre'l, l'agreuja: «ha comportat una repressió creixent i cap solució». Alhora, feren una crida al «diàleg sense condicions» de les parts «que permeti a la ciutadania de Catalunya decidir el seu futur polític» i exigiren la fi de la repressió i l'amnistia per als represaliats.

## Trajectòria
Guy Standing es va llicenciar en Economia a la Universitat de Sussex el 1971. Després d'obtenir un màster en Economia laboral i relacions industrials a la Universitat d'Illinois, va rebre el seu doctorat en Economia a la Universitat de Cambridge el 1977.
De 1975 a 2006, Standing va treballar a l'Organització Internacional del Treball (OIT) com a director del Programa de Seguretat Socioeconòmica. El programa va ser responsable de la redacció d'un important informe sobre la seguretat socioeconòmica a tot el món i per a la creació de l'Índex de treball decent (Decent Work Index).
Des de 2006 és professor de Seguretat econòmica a la Universitat de Bath, i des de 2013 a l'Escola d'Estudis Orientals i Africans (SOAS) de la Universitat de Londres. L'agost de 2015, Standing donà suport a la campanya del polític laborista Jeremy Corbyn per a la seva elecció com a líder del Partit Laborista.

### El Precariat
El llibre més conegut de Standing és The Precariat: The New Dangerous Class, publicat el 2011 i traduït a diversos idiomes. La globalització i la seva gestió en benefici dels interessos financers i de les multinacionals hauria enfonsat cada vegada més persones en el que denomina «precariat», situació social i econòmica que l'autor considera i analitza com una nova classe social emergent. Segons Standing, la precarietat suposa tant sofrir la inseguretat laboral (falta d'un treball decent o amb drets laborals dignes), com també la inseguretat d'identitat així com la falta de control del temps de vida i la impossibilitat d'establir una planificació existencial. Aquesta situació es veu agreujada pel deteriorament de les polítiques públiques de protecció social: desprotecció en la desocupació, dificultat d'accés a l'habitatge, encariment de les assegurances sanitàries, reducció de les pensions i dificultat d'accés.
Standing descriu la precarietat com una amalgama de diversos grups socials diferents, en particular els immigrants, el jovent amb estudis superiors, i els que estan exclosos o han estat expulsats de la vella classe obrera industrial.
Standing considera que els dirigents polítics han de promoure reformes socials ambicioses amb la finalitat de garantir la seguretat econòmica i financera com a dret humà. Advoca per una renda bàsica universal com un dels passos més importants i urgents per atenuar la nova realitat socioeconòmica, defensant a més que afavoriria el creixement econòmic. Considera que si els polítics no prenen les decisions necessàries, és molt possible l'aparició de moviments socials carregats d'ira i violència, i el naixement i creixement de partits polítics d'extrema dreta.

### La corrupció del capitalisme
A The Corruption of Capitalism: Why Rentiers Thrive and Work Does Not Pay, publicat el 2006, tracta sobre la degeneració dels principis fonamentals del capitalisme -mercat lliure i competència- per la preeminència del denominat capitalisme rendista i el capitalisme patrimonial, la màxima expressió del capitalisme corrupte:
| « | Les reivindicacions fetes en nom del capitalisme han estat corrompudes per a construir un sistema radicalment diferent del que sostenien llurs partidaris. En l'actualitat, tenim el sistema de mercat menys lliure que s'hagi creat mai, profundament corrupte, perquè els seus líders afirmen que és el contrari d'allò en què s'està convertint. | » |

Per a Standing, el grup social dels grans rendistes, els grans beneficiaris d'un sistema financer que va provocar la recessió global de 2008, són els que es lucren del funcionament actual del capitalisme i són completament aliens als conceptes tradicionals de creació de riquesa, producció, lliure mercat i competència. Els principis que regeixen actualment el capitalisme i defensen aquests grans capitalistes patrimonials són la propietat, la possessió, el control d'actius escassos (bé perquè la seva escassetat és natural, bé perquè aquesta es provoca de forma artificial), la pressió política, la reducció i eliminació d'impostos, etc. S'haurien convertit en la nova noblesa que existia a l'edat mitjana: rendistes que posseeixen immenses propietats i terrenys, drets d'accés i pas i altres privilegis.
Segons Standing estaríem en un capitalisme en procés de corrupció l'objectiu del qual sembla substituir el sistema competitiu empresarial per un nou tipus de plutòcrates més semblants als vells burgesos o nobles medievals que als nous innovadors que el capitalisme publicita. Els beneficis d'aquesta oligarquia provenen dels sistemes de patents i de registre de la propietat intel·lectual, de les exempcions fiscals, de les subvencions públiques directes o indirectes, de la privatització de serveis ja creats i de la generació de deute i l'emissió de crèdit com a mecanismes per a convertir en públic el deute generat de forma privada. Es produiria una transferència de capital de les classes baixes a les altes i, doncs, un augment de la desigualtat econòmica i social.

### En anglès

#### Llibres
- - 1999: Global labour flexibility: seeking distributive justice. New York: St. Martin's Press. ISBN 9780333776520.
  - 2002: Beyond the new paternalism: basic security as equality. London New York: Verso. ISBN 9781859843451.
  - Standing, Guy; November, Andràs (2003). Un revenu de base pour chacun(e). Genève: Bureau international du travail. ISBN 9789222151264.
  - 2005: Promoting income security as a right Europe and North America. London: Anthem Press. ISBN 9780857287328.
  - 2009: Work after globalization: building occupational citizenship. Cheltenham, UK Northampton, Massachusetts: Edward Elgar. ISBN 9781848447783.
  - Standing, Guy; Jhabvala, Renana; Unni, Jeemol; Rani, Uma (2010). Social income and insecurity: a study in Gujarat. London New York: Routledge. ISBN 9780415585743.
  - 2011: The Precariat. London: Bloomsbury Academic. ISBN 9781849664554.
  - 2014: A Precariat Charter: from denizens to citizens. London New York: Bloomsbury Academic. ISBN 9781472510396.
  - 2017: Basic income: and how we can make it happen. London: Pelican/Penguin (A Pelican Introduction). ISBN 9780141985497.

### En castellà

#### Llibres
- - 2013: El precariado. Una nova classe social. Editorial Pasado y Presente, ISBN 9788494100819.
  - 2015: Precariado. Una carta de derechos, Editorial Capitán Swing, ISBN 978-84-942879-6-1.
  - 2017: La corrupción del capitalismo. Editorial Pasado y Presente, ISBN 9788494619366.[21]